# Voetbal Vereniging Door Ons Vrienden Opgericht
Il Voetbal Vereniging Door Ons Vrienden Opgericht, comunemente noto come DOVO, è una società calcistica olandese con sede a Veenendaal.

## Storia
Il DOVO fu fondato nel 1933. Attualmente partecipa alla Hofdklasse, non essendo riuscito a qualificarsi per la nuova terza serie olandese, la Topklasse.

## Colori
I colori del DOVO sono il bianco e il rosso